# Виотти, Джованни Баттиста
Джованни Баттиста Виотти (итал. Giovanni Battista Viotti; 12 мая 1755 — 3 марта 1824, Лондон) — итальянский скрипач и композитор, был также директором французских и Итальянских опер в Париже и Лондоне. Ученик Пуньяни, он был самым влиятельным скрипачом между Тартини и Паганини и последним великим представителем итальянской традиции, происходящей от Корелли. Его считают основателем «современной» (XIX век) французской школы игры скрипки, и сочинения оказали сильное влияние на скрипичных композиторов XIX века.
Как композитор, свой интерес Виотти сосредоточил почти полностью на собственном инструменте. Его долгий интерес к опере и несколько лет работы в качестве оперного импресарио привёл только к нескольким небольшим ариям и многим песням, написанным для его друзей. Он не писал симфоний (кроме двух симфоний concertantes), и в большей части своих камерных произведений он отдаёт главное место скрипке. Несмотря на многие привлекательные и сделанные со вкусом работы не для скрипки, только скрипичные концерты отражают в полной мере творческий талант Виотти. Среди его учеников такие выдающиеся скрипачи, как Пьер Роде, Михаил Огиньский, Пьер Байо и Родольф Крейцер.

## Биография

### Детство-отрочество
Джованни-Баттиста Виотти родился 12 мая 1755 года в местечке Фонтанетто, близ Крешентино Пьемонтского округа Италии в семье кузнеца. Отец умел играть на валторне и, видимо, пытался обучить этому и сына, музыкальные способности которого были очевидны. Скрипка в Италии в то время была популярным инструментом, и отец купил Джованни скрипку, которую тот стал осваивать самоучкой. Когда ему исполнилось 11 лет, в их деревне поселился известный в тех местах лютнист Джованни, который пытался заниматься с мальчиком, но многого дать не смог. В 1766 году Виотти направился в Турин, видимо для того, чтобы познакомиться с известными музыкантами и начать более серьёзные занятия музыкой. Его первым учителем в Турине был, вероятно, скрипач по имени Антонио Селониэт. Музыкальная жизнь Турина, который был тогда столицей королевства Сардинии, была весьма насыщенной — придворная капелла насчитывала до 30 прекрасных инструменталистов, а первой скрипкой был Гаэтано Пуньяни. Благоприятной для юного музыканта оказалась встреча с неким флейтистом Павио, который представил Виотти епископу Стромбийскому. Тот, заинтересовавшись дарованием скрипача, решил ему помочь и порекомендовал маркизу де Вогера, искавшему «компаньона по учению» для своего 18-летнего сына, принца делла Чистерна. Виотти поселился в доме принца, который и оплатил его обучение у Пуньяни.

### Начало карьеры
Уроки Пуньяни превратили Виотти в настоящего мастера скрипичной игры, и с 1775 года он уже принят в оркестр Туринской придворной капеллы, и он оставался там в течение следующих пяти лет. По-видимому, он продолжал работать при Пуньяни, и, должно быть, получил различный опыт, предлагаемый капеллой и оперным театром Турина. Однако, его зарплата была одной из самых низких в оркестре.
Весной 1780 года Пуньяни взял его с собой в концертную поездку по городам Европы. Так началась сольная карьера скрипача Виотти. Он давал концерты в Швейцарии, Женеве, Берне, Дрездене, Берлине и даже приезжал в Петербург, где был представлен Екатерине II и выступал при царском дворе. Концерты молодого скрипача проходили с неизменным и всё возраставшим успехом. Он становился знаменитым.

### Франция
Если на протяжении всей первой половины XVIII столетия итальянское смычковое искусство являлось наиболее прогрессивным, то к концу века в итальянском скрипичном искусстве наступил кризис, который, был вызван общественно-экономическими коллизиями Италии этого времени.
Примерно с середины XVIII века среди итальянских инструменталистов растёт стремление покинуть пределы Италии. Множество известных музыкантов, включая Бонончини, Черветто, Грациани, Капорале, Боккерини и многие других, в поисках более благоприятных условий для своей деятельности, отправляются в другие страны. Особо желанным местом становится предреволюционный Париж — наиболее передовой город XVIII в., в котором были особенно сильны просветительские идеи, способствовавшие развитию музыкального искусства. Виотти приехал в Париж в 1781 году, будучи уже известным музыкантом. Здесь кипели предреволюционные страсти. Наступала новая эпоха, предвещающая конец абсолютизму. Воздух был полон новых, свободолюбивых идей, повсюду звучали будоражащие умы речи. И Виотти не мог остаться равнодушным к происходящему. Его увлекли идеи энциклопедистов, в частности Жан-Жака Руссо, перед которым он преклонялся всю остальную жизнь.
Однако, 15 марта 1782 года Виотти впервые предстал перед парижской публикой на открытом концерте в Concert spirituel, где собирались представители аристократии и крупной буржуазии, а не в более демократичном Concerts des Amateurs. Выступление Виотти сразу привлекло к нему внимание. Это был один из самых успешных дебютов в долгой истории этого мероприятия, очень быстро Виотти стал в глазах Парижа самым великим скрипачом Европы. Директор Concert spirituel Жозеф Легро после этого события утверждал, что «концертом, состоявшимся в воскресенье, Виотти укрепил ту большую славу, которую он уже приобрёл во Франции». В зените славы Виотти вдруг перестал выступать на публичных концертах. Эймар, автор «Анекдотов о Виотти», объясняет этот факт тем, что скрипач относился с презрением к аплодисментам публики, мало смыслящей в музыке. Но сам Виотти после своего первого выступления перед Марией Антуанеттой в 1784 году пишет следующее: «Я решил не выступать больше перед публикой и всецело посвятить себя служению этой монархине. В награду она выхлопотала мне, во время пребывания у власти министра Колонна, пенсию в размере 150 фунтов стерлингов». Всё-таки, Эймар был не далёк от истины: Виотти действительно претила поверхностность вкусов публики. К 1785 году он близко сошёлся с Керубини. Они поселились вместе на улице Мишодьер, № 8; их обиталище часто посещали как профессиональные музыканты, так и любители музыки. Перед такой аудиторией Виотти играл охотно. В 1789 году граф Прованский, брат короля, вместе с Леонардом Отье, предприимчивым парикмахером Марии Антуанетты, организовали «Театр Месье», пригласив в качестве директоров Мартини и Виотти. В зале Тюильри стали даваться представления итальянской и французской комической оперы, комедии в прозе, стихах и водевили. Центром нового театра стала итальянская оперная труппа, которую пестовал Виотти, принявшийся за дело с энтузиазмом. Он, оказалось, был энергичным и прогрессивным администратором; больше двух лет театр процветал. Однако революция послужила причиной краха театра.

#### Великая Французская Революция
В это время многие из тех, кто так или иначе был связан с королевским двором бежали из Франции. Виотти же сначала отказался покинуть страну и, вступив в национальную гвардию, остался с театром. Театр был закрыт в 1791 году, и тогда Виотти решил покинуть Францию.

### Англия
Накануне ареста королевского семейства он бежал из Парижа в Лондон, куда прибыл в июле 1792 года. Здесь его как известного музыканта встретили благожелательно. Через год, в июле 1793 года, он вынужден был съездить в Италию в связи со смертью матери и чтобы позаботиться о братьях, бывших ещё детьми, и повидать отца. После Италии Виотти побывал в Швейцарии и Фландрии. В Англию вернулся в 1794 году. В течение двух лет Виотти вёл напряжённую концертную деятельность, выступая почти во всех концертах, организованных известным немецким скрипачом Иоганном Петером Саломоном, осевшим с 1781 года в английской столице. Концерты Саломона пользовались огромной популярностью. Среди выступлений Виотти любопытен его концерт в декабре 1794 года со знаменитым контрабасистом Драгонетти. Они исполняли дуэт Виотти, причём Драгонетти играл на контрабасе партию второй скрипки. Виотти был склонен к организаторской деятельности, и в Лондоне он принял участие в управлении Королевским театром, взяв на себя дела Итальянской оперы, а после ухода Вильгельма Крамера с должности директора Королевского театра стал его преемником на этом посту. В 1798 году его мирное существование внезапно нарушилось. Ему было предъявлено полицейское обвинение во враждебных замыслах против Директории, пришедшей на смену революционному Конвенту и в том, что он находился в связи с некоторыми из вождей французской революции. Ему предложили в 24 часа покинуть Англию. Нет никаких доказательств, что обвинение было оправдано, и Виотти написал о своей невиновности в газете «Таймс» и в автобиографическом эскизе несколько месяцев спустя.

### Германия
Виотти поселился в местечке Шенфельдц близ Гамбурга, где прожил около трёх лет в имении богатого английского купца Джона Смита. Там он усиленно сочинял музыку, переписывался с одной из своих самых близких английских приятельниц — Чиннери и давал частные уроки 13-летнему виртуозу Фридриху Вильгельму Пиксису, впоследствии известному чешскому скрипачу и педагогу, основателю школы скрипичной игры в Праге. Так же он издал ряд дуэтов (op.5), задуманные «некоторые в боли, некоторые в надежде», согласно посвящению.

### Англия
В 1801 году Виотти получил разрешение вернуться в Лондон. Но включиться в музыкальную жизнь столицы он не смог и по совету Чиннери занялся виноторговлей. Видимо, предпринимателем он был никудышным, хотя постоянно рвался что-то организовывать и чем-то руководить. Виотти разорился и очень переживал, что не возместил долга Чиннери в размере 24,000 франков, которые она ему ссудила на виноторговлю. В 1802 году Виотти возвращается к музыкальной деятельности и, живя постоянно в Лондоне, иногда наезжает в Париж, где его игра по-прежнему вызывает восхищение. О жизни Виотти в Лондоне с 1803 по 1813 год известно очень мало. В июле 1811 года он стал полноправным гражданином Великобритании, после того как его друг, герцог Кембриджский, младший брат принца Уэльского, ходатайствовал о его имени. В 1813 году он принял деятельное участие в организации Лондонского филармонического общества. Открытие Общества произошло 8 марта 1813 года, дирижировал Саломон, Виотти же играл в оркестре. В 1802, в 1814 и, наконец, в 1818 он навестил старых друзей в Париже и играл для них конфиденциально.

### Франция
Не в силах справиться с возраставшими финансовыми затруднениями, он в 1819 году переселяется в Париж, где с помощью своего старого покровителя графа Прованского, сделавшегося королём Франции под именем Людовика XVIII, назначается директором Итальянского оперного театра. Однако, 13 февраля 1820 года в театре был убит герцог Беррийский, и двери этого учреждения закрылись для публики. Итальянская опера несколько раз перекочёвывала из одного помещения в другое и влачила жалкое существование. В результате вместо упрочения своего материального положения Виотти окончательно запутался.

### Англия
Весной 1822 года, измученный неудачами, он возвращается в Лондон. Здоровье его быстро ухудшается. 3 марта 1824 года в 7 часов утра он скончался в доме Каролины Чиннери. Имущества от него осталось немного: две рукописи концертов, две скрипки — Клотц и великолепный Страдивариус, которого последний он просил продать в погашение долгов, две золотых табакерки и золотые часы.
Виотти был привлекательным и мощным человеком, и немалую часть его экстраординарного влияния обеспечивала его яркая индивидуальность. Он сформировал длительную дружбу с талантливыми людьми, его студенты и современники боготворили его. Большинство анекдотов, сохранившихся с 19-го века, подчёркивают его идеализм, его чувствительность и его артистическую целостность; всё же эти качества были неспособны предотвратить много скандальных слухов о нём, которые распространялись в течение всей его жизни. В период социальной нестабильности и перемены ценностей в музыке, его стремления и бескомпромиссные идеалы лишили его возможности быть удовлетворённым карьерой как композитор-виртуоз; когда же он оставил область, в которой лежал его талант, он последовательно встречал неудачу, которая в конечном счёте привела его жизнь к несчастному концу.
Сохранилось несколько изображений Виотти. Наиболее известен его портрет, написанный в 1803 году французской художницей Елизаветой Лебрен. Герон-Аллен так описывает его наружность: «Природа щедро наградила Виотти как в физическом, так и в духовном отношении. Величавая, мужественная голова, лицо, хотя и не обладавшее совершенной правильностью черт, было выразительно, приятно, излучало свет. Фигура его была очень пропорциональна и изящна, манеры — отличные, разговор оживлённый и утончённый; он был искусным рассказчиком и в его передаче событие как бы вновь оживало. Несмотря на атмосферу разложения, в которой жил Виотти при французском дворе, он никогда не утрачивал своей ясной доброты и честной неустрашимости.»

## Исполнительское и композиторское творчество Виотти
Виотти выступал перед общественностью меньше десяти лет, но всё же впечатление, которое он оставил, было так сильно, что он был ярчайшей фигурой во всем поколении скрипачей. В 1810 Les tablettes de Polymnie объявил, что его влияние привело к новому единству исполнения в Парижских оркестрах. Хотя современные ему публикации обычно упоминали его технический блеск, они так же подчёркивали красоту звука, власть над публикой и выражение. Allgemeine musikalische Zeitung (3 июля 1811) описал принципы школы Виотти: «Большой, сильный, полный звук во-первых; его комбинация с сильным, проникновением, напевным легато во-вторых; в-третих — через большое разнообразие в технике владения смычком привнесены в игру разнообразие, очарование, тень и свет». Лондонская Утренняя Хроника (10 марта 1794) сообщила: «Виотти … удивляет слушателя; но он делает что-то бесконечно лучше — он пробуждает эмоцию, даёт душу, чтобы звучать и побеждает пленника страстей». В течение его второго сезона в Париже музыкальный альманах предоставил ему место выше его современники и написал, что «смелость пальцев и техники владения смычком даёт очень явный характер и придаёт душу его звуку».
Виотти был великим скрипачом. Его исполнительство — высшее выражение стиля музыкального классицизма: игра отличалась исключительным благородством, патетической возвышенностью, большой энергией, огнём и вместе с тем строгой простотой; ей были присущи интеллектуализм, особенная мужественность и ораторская приподнятость. Виотти обладал мощным звуком. Мужественная строгость исполнения подчёркивалась умеренной, сдержанной вибрацией. «В его исполнении было нечто до такой степени величавое, вдохновенное, что даже самые искусные артисты стушевывались перед ним и казались посредственными», — пишет Герон-Аллен, цитируя слова Миеля.
Исполнительству Виотти соответствовало и его творчество.
Наибольшую известность из его наследия приобрели скрипичные концерты. Виотти освободил скрипичный концерт от остатков церковного стиля, окончательно утвердил для 1-й части форму сонатного аллегро, тип финального рондо, расширил сольную партию скрипки, состав оркестра. В величии музыки концертов сказались героические настроения эпохи французской революции. В произведениях этого жанра Виотти создал образцы героического классицизма. Строгость их музыки напоминает полотна Давида и объединяет Виотти с такими композиторами, как Госсек, Керубини, Лесюёр. Гражданственные мотивы в первых частях, элегический и мечтательный пафос в адажио, бурлящий демократизм финальных рондо, наполненных интонациями песен парижских рабочих предместий, — выгодно выделяют его концерты среди скрипичного творчества его современников. Виотти сумел чутко отразить веяния времени, что и придало его сочинениям музыкально-историческую значимость.

## Основные произведения
- 29 концертов для скрипки с оркестром
- 10 концертов для фортепиано;
- 12 сонат для скрипки с фортепиано,
- скрипичные дуэты,
- 30 трио для двух скрипок и контрабаса,
- 7 сборников струнных квартетов и 6 квартетов на народные мелодии;
- ряд произведений для виолончели, несколько вокальных пьес — в общей сложности около 200 сочинений.

Наиболее заметные композиции Виотти являются его двадцать девять скрипичных концертов, которые имели большое влияние на Людвига ван Бетховена. Некоторые из них, в частности, № 22 ля минор (1792), по-прежнему очень часто исполняются, особенно студентами консерваторий. Другие же концерты практически не исполняются, однако в 2005 году скрипач Франко Медзена выпустил диск, на котором он исполняет их все.

## Усовершенствования скрипичного смычка
Сам Виотти никогда не был скрипичным мастером, никогда он не пытался изготавливать и смычки. Однако, ещё обучаясь у Пуньяни, он, вместе со своим учителем задумался о форме смычка. Для такого уровня и стиля скрипичной игры, как у Виотти, существующие в те времена смычки были неудобны. Уже приехав во Францию, Виотти знакомится с Франсуа Туртом-младшим, сыном часовщика, который, как и отец, занимался и изготовлением смычков. До 1775 г. ни длина смычка, ни его вес не были стандартизированы с точностью.
Следуя советам Виотти, Турт определил длину смычка для скрипки 74 или 75 сантиметров, на каком расстоянии должен находиться пучок волос, и дал требуемую высоту головки и колодочки. Сначала Турт, по примеру своих предшественников, прикреплял волосы в виде толстого круглого пучка. По указаниям Виотти он стал располагать их в виде плоской ленты, как это делается и теперь. Он же придумал покрывать колодочку перламутром и отделывать её в серебро или золото.

## Вклад в развитие скрипичной школы
В течение многих лет Виотти занимался и педагогикой, хотя не считал её главным делом своей жизни. Среди его учеников такие выдающиеся скрипачи, как Пьер Роде, Ф. Пиксис, Альдэ, Ваше, Картье, Лабарр, Либон, Мори, Пиото, Роберехт, Михаил Огиньский. Он также преподавал Августу Дюрановскому, который впоследствии имел большое влияние на Паганини. Учениками Виотти считали себя Пьер Байо и Родольф Крейцер, несмотря на то, что они не брали у него уроков.
Развитие скрипичного исполнительства в стенах Парижской консерватории на рубеже XVIII—XIX веков связано с активной концертной и педагогической деятельностью её ведущих профессоров по классу скрипки — Родольфа Крейцера, Пьера Байо и Пьера Роде. Все они были страстными последователями стиля главы французской классической скрипичной школы Джованни-Баттисты Виотти, сумевшего соединить итальянские традиции с достижениями французской скрипичной школы XVIII века. Вдохновлённые искусством своего великого учителя, они в знаменитой «Школе Парижской консерватории» высоко оценили его искусство владения скрипкой: «Этот инструмент, созданный природой, чтобы царствовать на концертах и подчиняться требованиям гения, в руках больших мастеров приобрёл самый разный характер, который они пожелали ему придать. Простой и мелодичный под пальцами Корелли; гармоничный, нежный, полный грации под смычком Тартини; приятный и чистый у Гавинье; грандиозный и величавый у Пуньяни; полный огня, смелости, патетический, великий — в руках Виотти, он достиг совершенства, чтобы выражать страсти с энергией и с тем благородством, которые обеспечивают ему место, им занимаемое, и объясняют власть, которую он имел над душой».

## Виотти в отечественном и зарубежном музыкознании
Первая книга о Виотти, «Анекдоты про Виотти», была написана А. Эймаром ещё при жизни композитора. Существует достаточно обширная литература о жизни и творчестве Виотти на итальянском и французском языках. Так, подробная биография Виотти была написана итальянским музыковедом Ремо Джадзотто в 1956 году. Так же биографический очерк о Виотти написал его ученик Пьер Байо.
Первая полная биография Виотти на английском языке была написана Ворвиком Листером и издана в 2009 году в Оксфорде. Большая часть документального материала, который цитирует Листер, ранее была неизвестна или не была переведена.
Изучением и популяризацией творчества Виотти занимается руководитель камерного оркестра Camerata Ducale Гвидо Римондо.
В российском музыковедении исследованием жизненного пути и творчества занимался Л. Н. Раабен. В его книги «Жизнь замечательных скрипачей» и «Жизнь замечательных скрипачей и виолончелистов», посвящённые истории струнно-смычкового исполнительства, включены статьи о творчестве Виотти.

## Память
На родине Виотти в городе Верчелли с 1950 года проводится Международный конкурс имени Виотти. В том же городе происходит также Фестиваль Виотти — международный музыкальный фестиваль, который начал проводиться с 1997 года, когда были найдены доселе неизвестные сочинения Виотти.